# Рок, Фокион
Фокион Рок (греч. Φωκίων Ρωκ; 1891, Аргостолион — 18 марта 1945, Афины) — греческий скульптор, карикатурист и писатель.

## Биография
Родился в 1891 году, в городе Аргостолион, остров Кефалиния. Род его восходит к французской семье, натурализовавшейся на Ионических островах с 18-го века. Отец, Иоаннис Рок (1859—1909), был офицером греческой армии.
После окончания гимназии в Афинах Рок принял участие в Балканских войнах и был ранен в сражении под Дрискос. Согласно его мемуаров, на его руках умер тяжелораненый поэт Мавилис, Лорендзос.
В дальнейшем Рок учился в Афинской школе изящных искусств у скульптора Томопулос, Томас, которую закончил в 1925 году. Рок дополнил своё образование в Париже, в Высшей школе изящных искусств и в Академии Гранд-Шомьер. Там же, в Париже, Рок работал в ателье греческого скульптора Димитриадис, Константинос.
В 1930 году Рок вернулся в Афины, где работал в Школе изящных искусств и женился на дочери генерала Василия Меласа, младшего брата известного македономаха Мелас, Павлос.
Вернувшись из Парижа, Рок вместе с художниками Византиос, Периклис и Каллигас, Павлос открыл ателье в районе Плака, под Акрополем, по образцу ателье Монмартра. На этом здании, где сегодня располагается таверна, установлена памятная мраморная плита с надписью «в этом здании располагалось ателье Перикла Византиоса, художника, Павла Каллигаса, художника, Фокиона Рок, скульптора, 1922—1928».
Как писатель, Рок написал в 1944 году книгу «Уроки искусства — Энгр, Жан Огюст Доминик , Роден, Огюст , Бурдель, Эмиль Антуан», с гравюрами художника Янниса Моралиса.
Умер Фокион Рок 18 марта 1945 года в Афинах.

## Работы

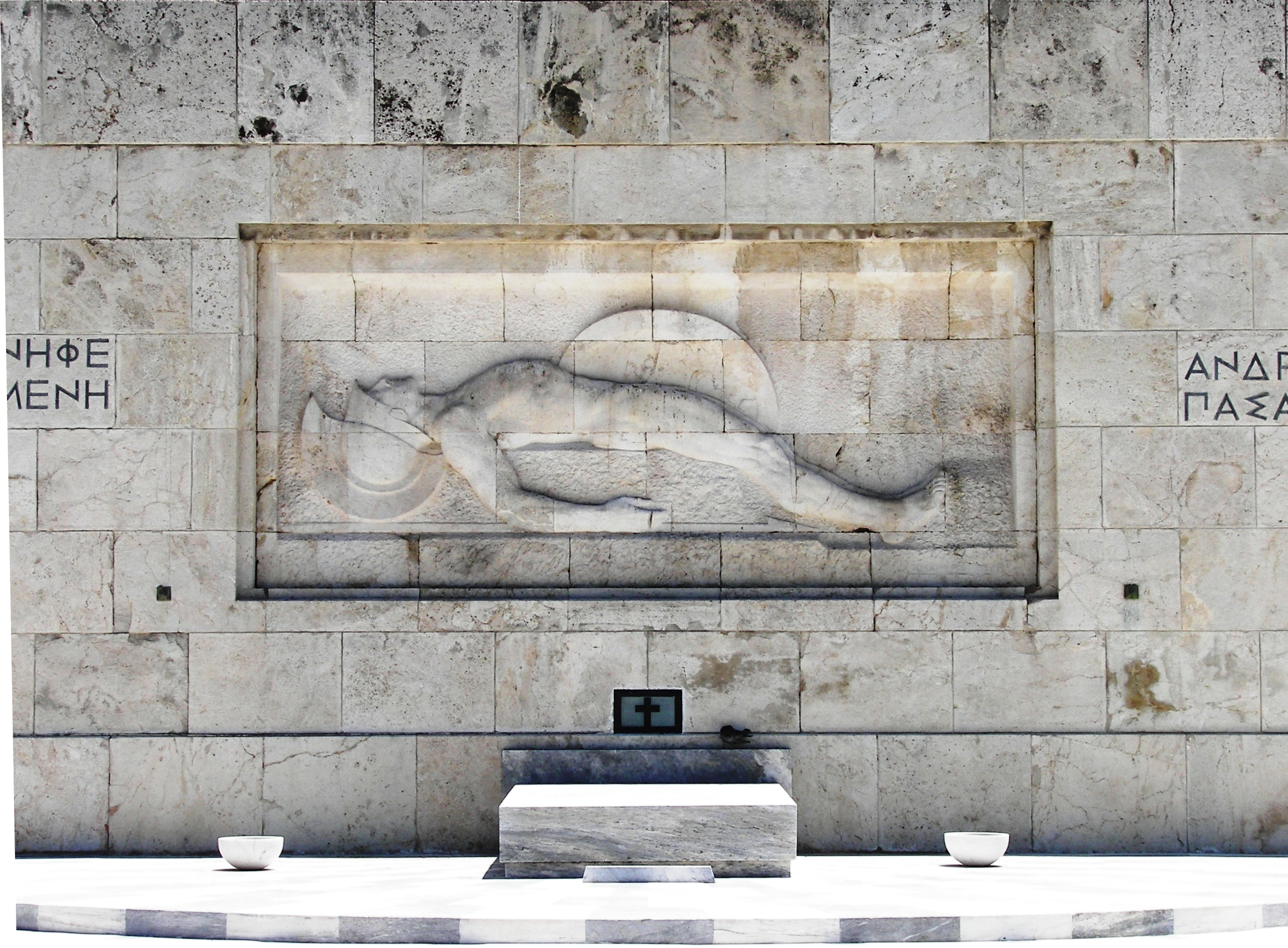
Памятник Неизвестному солдату

Важнейшей работой Рока является Памятник Неизвестному Солдату в Афинах, перед Парламентом эллинов, для которого Рок изготовил барельеф «Мёртвый гоплит» (1932) с архаическим шлемом и щитом. Эта работа вдохновлена архаическими скульптурами храма Афея Афина острова Эгина, которые сегодня находятся в глиптотеке города Мюнхен.
Другие элементы памятника дополнил Константинос Димитриадис.
Открытие памятника состоялось 25 марта 1932 года в день празднования Греческой революции 1821 года .
Другие работы Фокиона Рока, находящиеся под открытым афинским небом:
- Бюст поэта Валаоритис, Аристотелис (1926, мрамор, Афины — Национальный парк)
- Бюст героя Освободительной войны 1821—1829 гг. Караискакис, Георгиос (1937, мрамор, Афины — Марсово поле)
- Бюст Шатобриана (Афины — площадь Шатобриана). Бюст был изготовлен Роком в 1939 году, но по причине войны его установка на площади была отложена. Официальное открытие памятника состоялось в 1968 году, в связи с 200-летием со дня рождения Шатобриана.
- Памятник семьи Салтаферас на Первом афинском кладбище[4].